# Utricularia aurea
Utricularia aurea es una especie de planta carnívora de tamaño mediano a grande, y acuática, que pertenece a la familia Lentibulariaceae. 

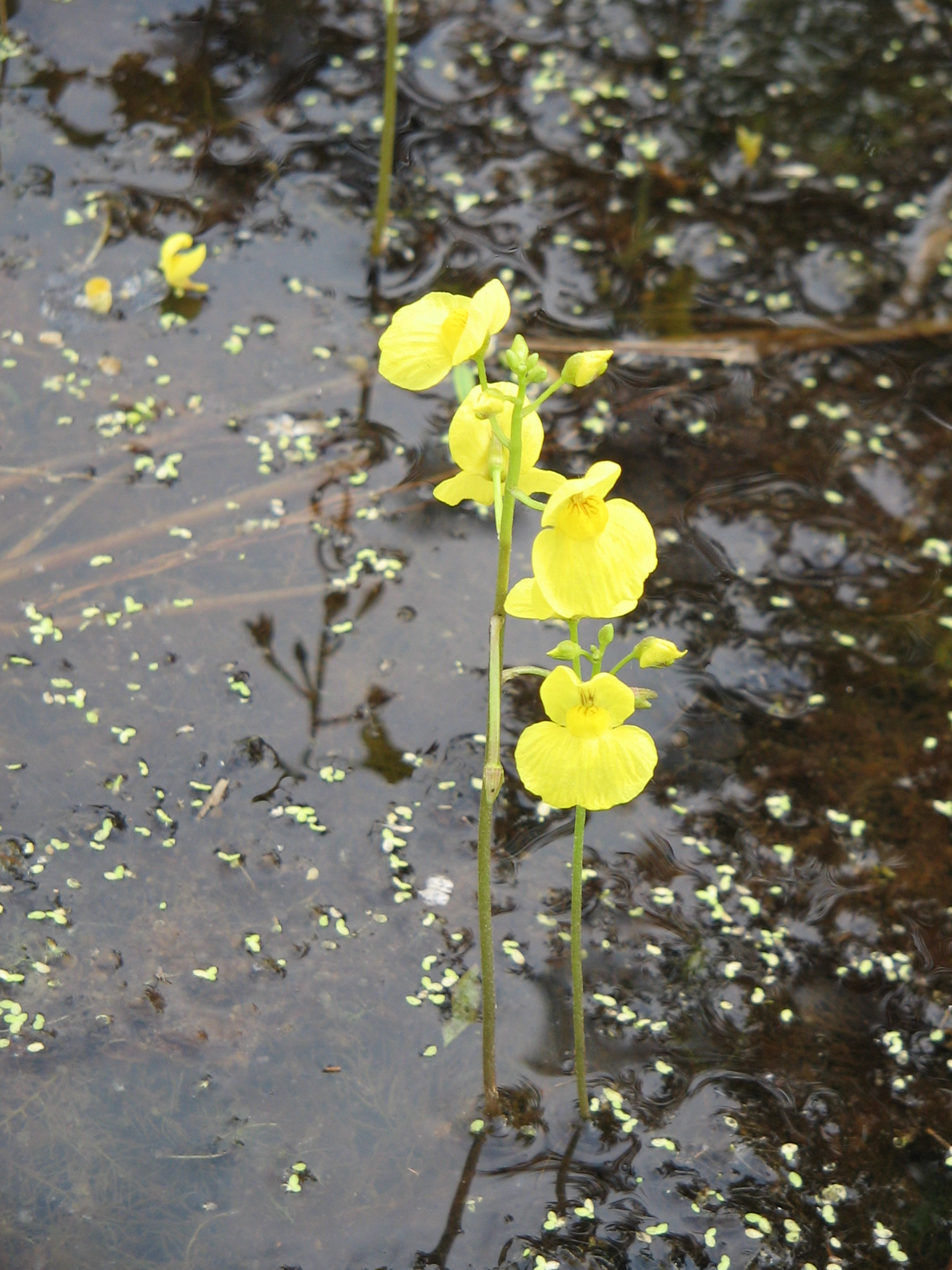
Flores

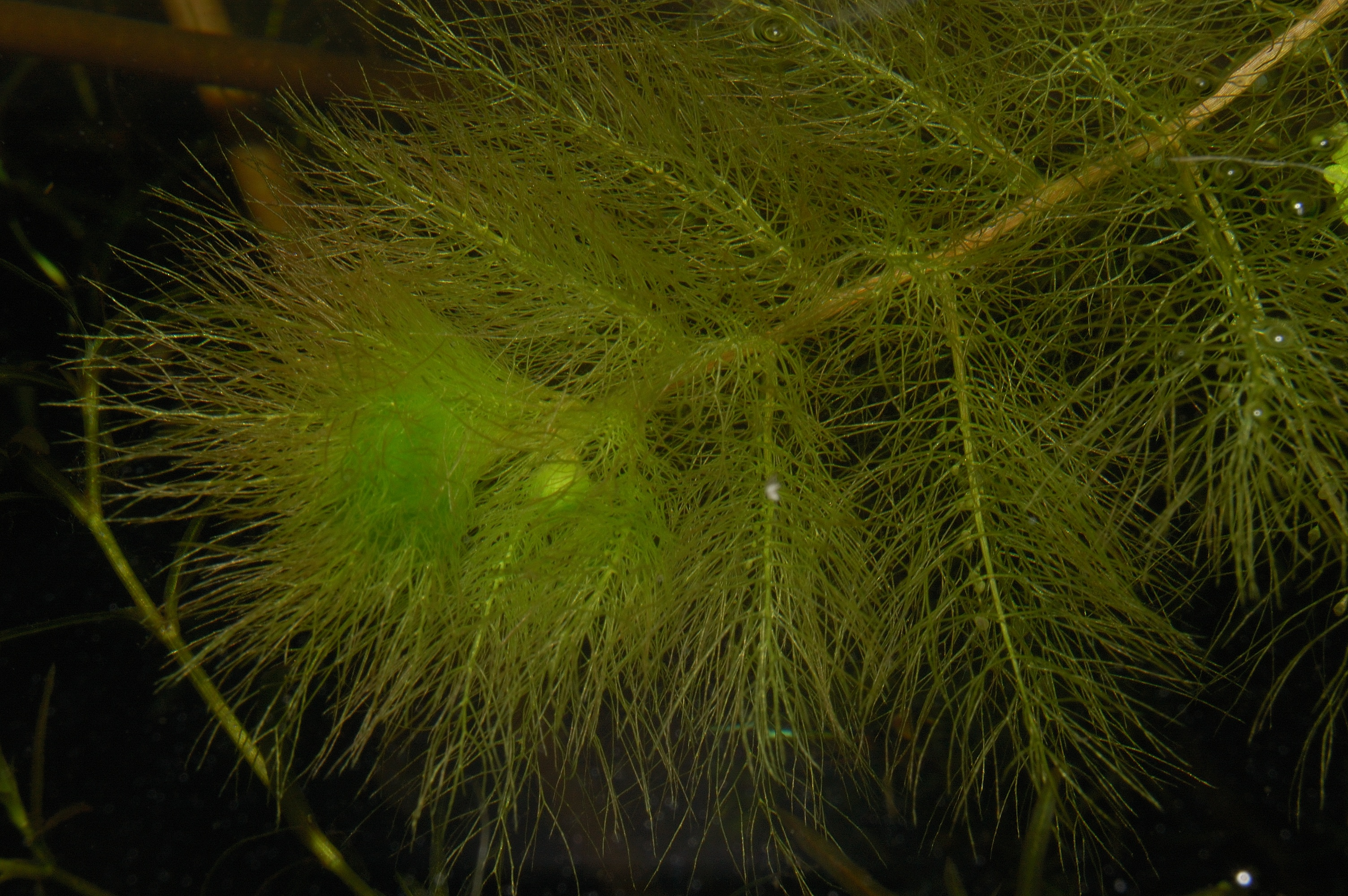
Hojas

## Descripción
Son las más comunes y extendidas en especies acuáticas en Asia. Su distribución comprende desde India a Japón y Australia.

## Taxonomía
Utricularia aurea fue descrita por João de Loureiro y publicado en Flora Cochinchinensis 1: 26. 1790.
Etimología
Utricularia: nombre genérico que deriva de la palabra latina utriculus, lo que significa "pequeña botella o frasco de cuero".
aurea: epíteto latíno que significa «dorada».
Sinonimia
- Utricularia blumei (A. DC.) Miq.
- Utricularia calumpitensis Llanos
- Utricularia confervifolia Jackson & D. Don
- Utricularia extensa Hance
- Utricularia fasciculata Roxb.
- Utricularia flexuosa Vahl
- Utricularia flexuosa var. blumei A. DC.
- Utricularia flexuosa f. gracilis Oliv.
- Utricularia inaequalis Benj.
- Utricularia macrocarpa Wall.
- Utricularia pilosa (Makino) Makino
- Utricularia reclinata Hassk.
- Utricularia vulgaris var. pilosa Makino[6]